# Battaglia di Bezzecca

La battaglia di Bezzecca fu combattuta il 21 luglio 1866 nell'ambito dell'invasione italiana del Trentino, durante la terza guerra di indipendenza italiana. Le forze austriache nel Tirolo meridionale (attuale Trentino-Alto Adige), comandate dal generale Franz Kuhn von Kuhnenfeld, tentarono di scacciare il Corpo Volontari Italiani guidato da Giuseppe Garibaldi. I volontari italiani, contrattaccando, sconfissero gli austriaci; la vittoria aprì la strada verso Trento a Garibaldi e alle forze condotte in una parallela campagna da Giacomo Medici.
In agosto, rispondendo a una richiesta dei superiori con il celebre "Obbedisco", Garibaldi cessò la campagna e sgomberò i territori conquistati in Trentino per dare seguito agli accordi che riconoscevano all'Italia il Veneto. A ricordo dei caduti è presente a Bezzecca un sacrario militare.

## Contesto
In vista dello scoppio della terza guerra d'indipendenza, iniziata il 23 giugno 1866, a Giuseppe Garibaldi e al suo Corpo Volontari Italiani venne comandato di operare sul lungo fronte che divideva la Lombardia dalla Contea Principesca del Tirolo, comprendente anche gli attuali territori dell'Alto Adige e del Trentino, controllando le tre principali vie di invasione: il Passo dello Stelvio a nord, il Passo del Tonale al centro e il lago d'Idro a sud, dove lo stesso generale Garibaldi aveva il compito di guidare il grosso dei volontari a penetrare verso Trento.

## L'avanzata garibaldina in Trentino
Fra il lago d'Idro e il lago di Garda, il confine passava poco a nord del primo, lungo il corso del fiume Caffaro e della Val Vestino. Da lì, verso nord si estendono le Valli Giudicarie che, lungo il corso del fiume Chiese, consentivano di liberare il lato orientale del Passo del Tonale, ovvero scendere su Trento. Fra i due laghi, d'altra parte, non esisteva altra strada percorribile con artiglierie e la sponda orientale del lago di Garda era tenuta dalle fortezze di Verona e dalla superiorità navale austriaca.
Il 3 luglio Garibaldi aveva conquistato prima la forte posizione sul monte Suello (nei combattimenti lo stesso generale era stato ferito alla coscia e si muoveva in carrozza), e una parte dell'austriaca Valvestino, poi i paesi della valle del Chiese (Lodrone, Darzo e Storo sino a Condino), mentre l'avanguardia garibaldina si era installata a Cimego, col suo ponte sul Chiese, circa 20 km a nord del Caffaro.
Lì aveva sostenuto la battaglia di Condino, un importante assalto austriaco, poi rientrato sulle posizioni di partenza.

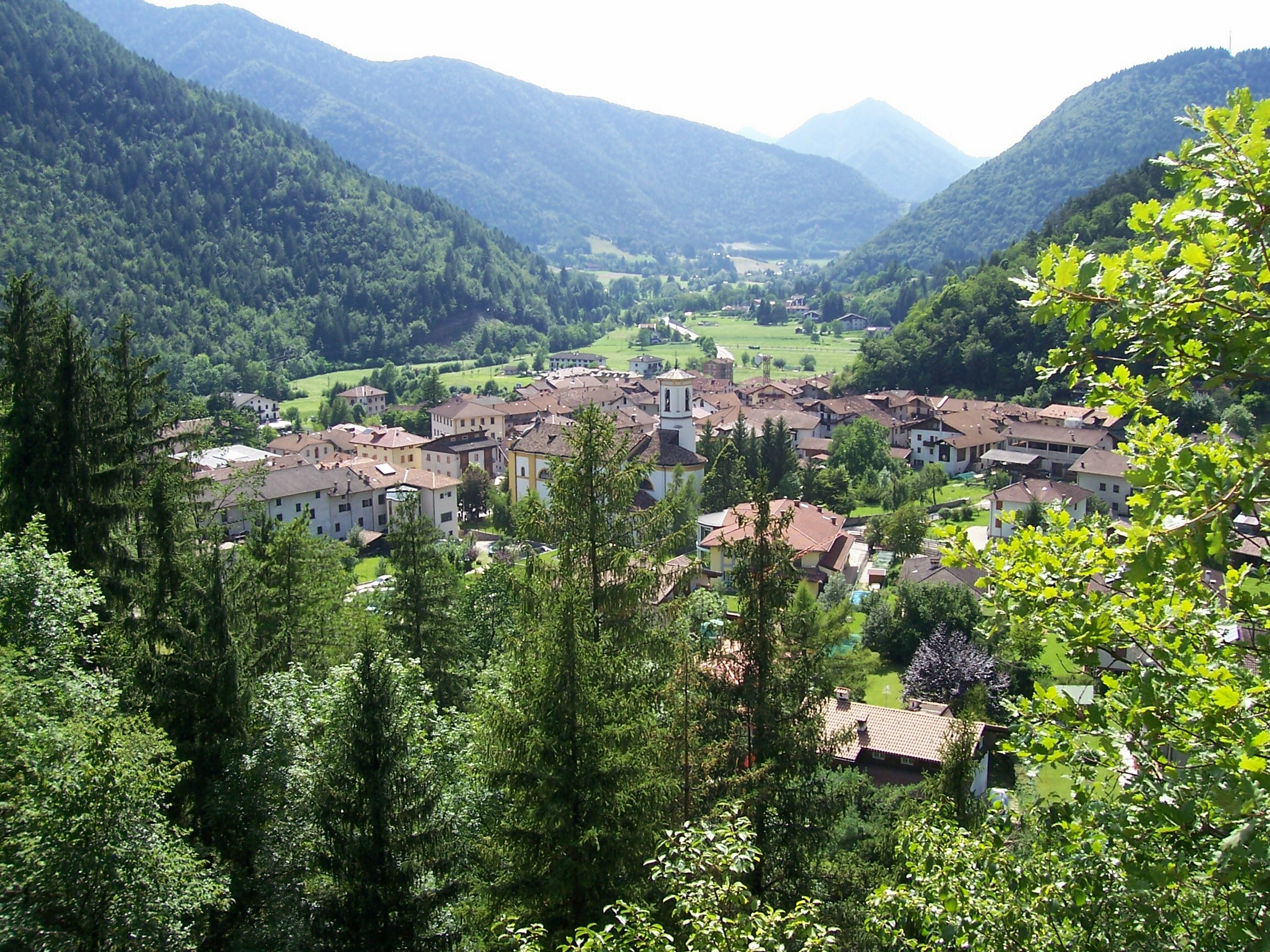
Bezzecca vista dal Colle di Santo Stefano. Sullo sfondo Tiarno di Sotto

Il 18 luglio i garibaldini del 2º Reggimento Volontari Italiani erano avanzati sino a controllare, con il combattimento di Pieve di Ledro, la parte orientale della Val di Ledro ed il 19 l'assedio del Forte d'Ampola si era concluso con la resa della fortificazione, che bloccava la strada carrabile sopra Storo.
Era ora aperta ai garibaldini la via per assalire i forti di Riva del Garda, ovvero aggirarli, proseguendo verso la valle dell'Adige e Trento.

## Il piano di battaglia austriaco

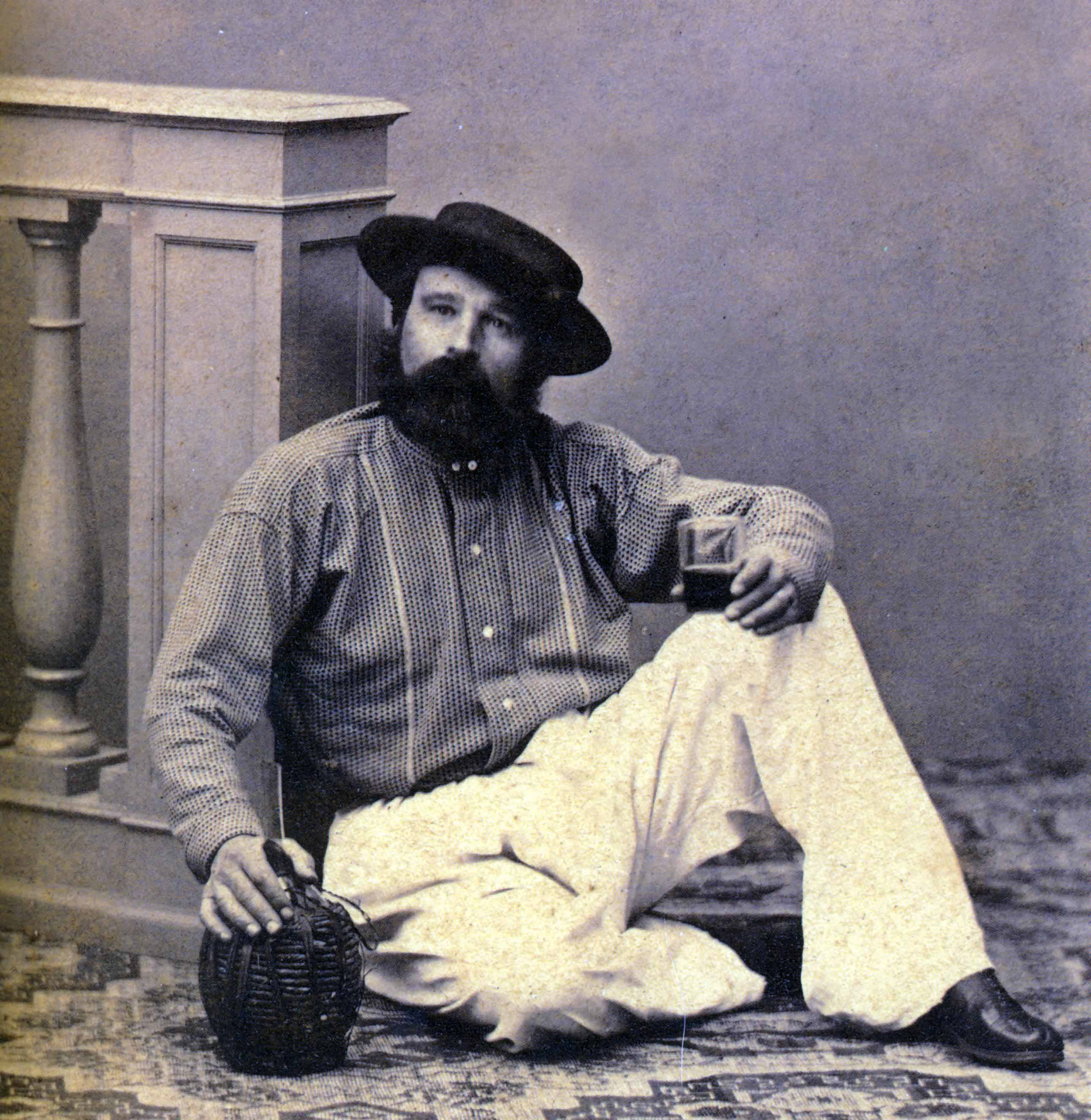
Il generale Ernesto Haug.

Il generale Kuhn dispose per un'azione aggirante, da nord dalla Valle del Chiese e da ovest, sul nuovo fianco destro garibaldino in Val di Ledro e concentrato su Bezzecca: la prima colonna del colonnello Bruno von Montluisant, suddivisa in altre due colonne al comando dei maggiori Philipp Graf Grunne e Julian von Krynicki, doveva scendere in Val di Ledro, sloggiare i garibaldini da Pieve di Ledro e Bezzecca e inseguirli sino a Tione ed al forte di Ampola e poi giù sino a Storo e Darzo; così facendo, Kuhnenfeld sarebbe riuscito a fermare l'avanzata dei volontari italiani verso Trento.
Il 20 luglio le forze si unirono a Campi, di là dal Monte Parì, sopra Riva del Garda. Contemporaneamente, la seconda colonna del generale Carl Kaim von Kaimthal e di Heribert Höffern von Saalfeld dovevano riunirsi a Roncone, sopra Lardaro e, scendendo dalla Valle del Chiese, attaccare la sinistra e il centro garibaldino, più o meno all'altezza di Condino.

## La presa di Locca

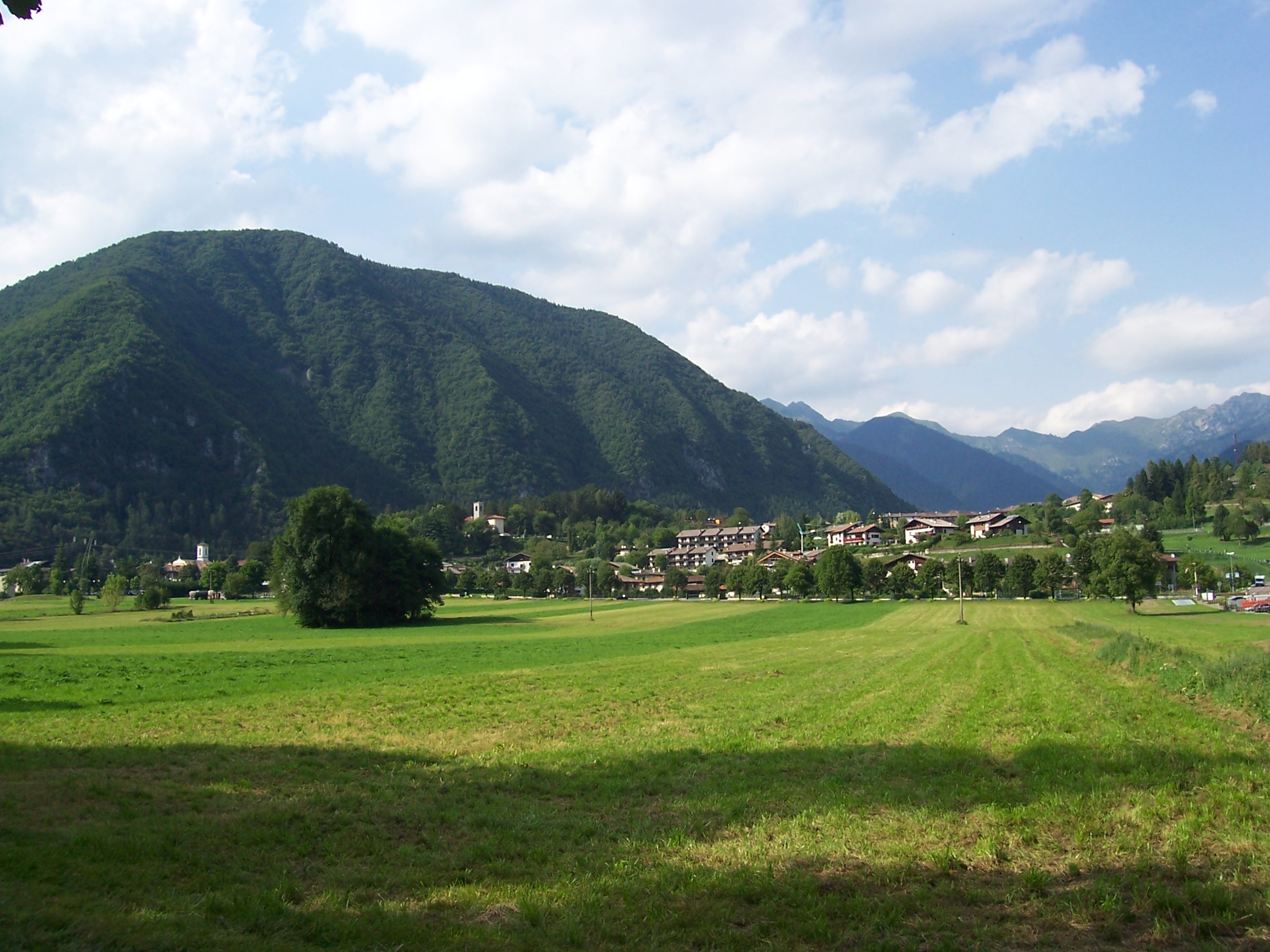
Bezzecca

Il 21 luglio alle 4 del mattino le truppe di Montluisant levarono il campo per portarsi su due colonne nella Val Concei, verso Lenzumo. Benché la marcia avvenisse molto lentamente ed in fila indiana, l'attacco di Montluisant poté godere dell'effetto sorpresa.
Giunti sul posto, gli assalitori si suddivisero in tre colonne d'attacco: Julian von Krynicki all'ala sinistra, Philipp Graf Grünne a destra e il Montluisant al centro con l'artiglieria; in breve agganciarono i volontari a Lenzumo e li ricacciarono oltre Enguiso, sino a Locca.
Il paese di Locca, posto sulla cima pianeggiante di un ponticello che chiude la Val Concei verso sud, con la chiesa di Santo Stefano isolata ed il cimitero racchiuso da un muro di cinta, era fortemente presidiato dal 5º Reggimento del colonnello Giovanni Chiassi, provvisto di tre cannoni. La posizione venne bombardata dalle batterie austriache. I garibaldini tentarono di aggirare gli assalitori da Pieve di Ledro verso le alture ad est di Locca, ma vennero bloccati.
La chiesa di Locca, difesa con accanimento, venne assalita e presa, dopo che era stato ferito a morte il comandante, colonnello Chiassi. Caddero in mano austriaca circa 600 prigionieri, quasi un intero battaglione del 5º Reggimento volontari.

## La caduta di Bezzecca

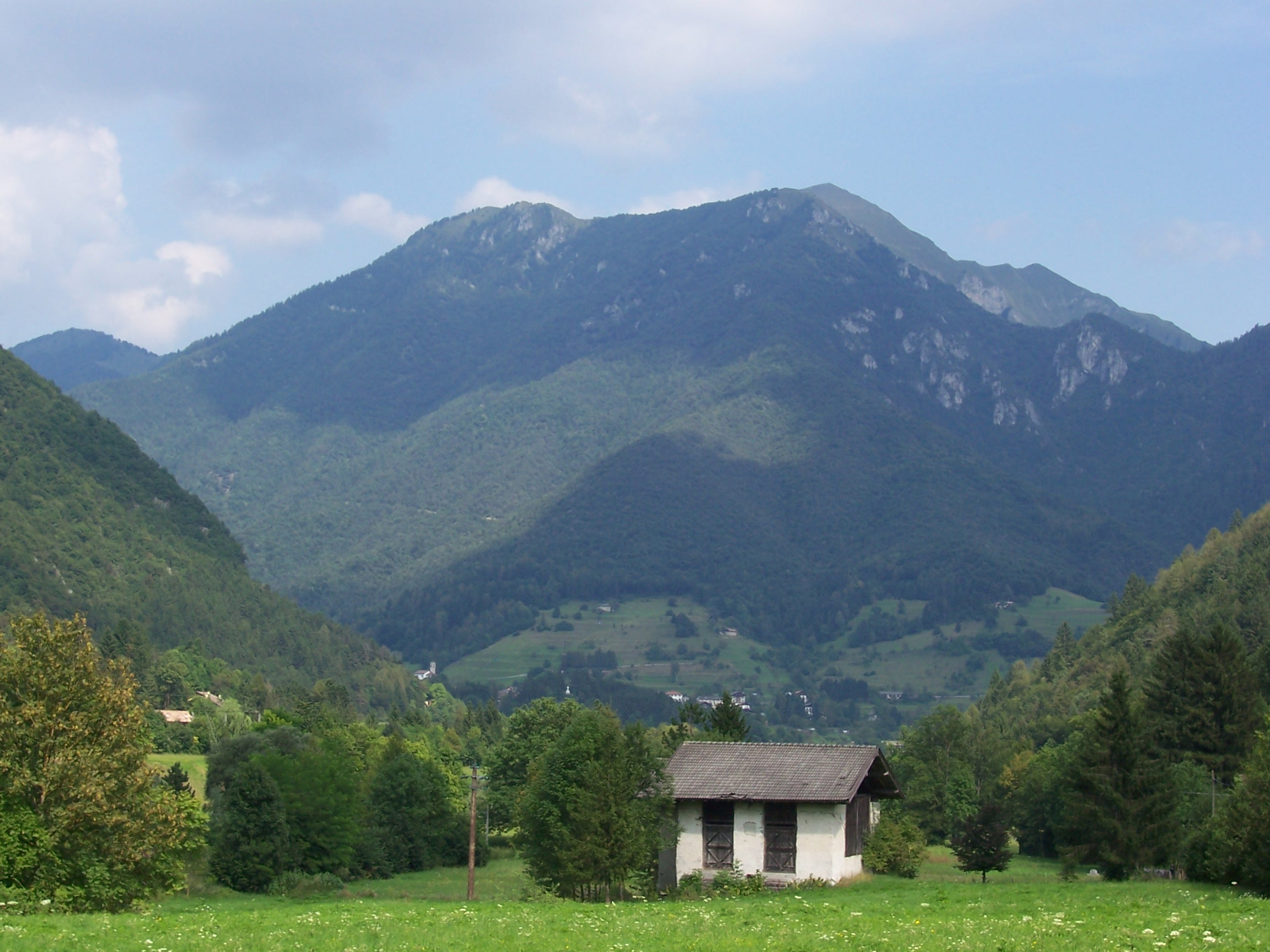
Sullo sfondo Bezzecca e la Valle di Concei viste dal colle di Santa Lucia. Qui fu piazzata l'artiglieria garibaldina che fermò l'avanzata austriaca

I volontari restavano asserragliati a Bezzecca, ove vennero investiti in pieno dal fuoco di artiglieria, assaliti e spinti alla fuga. Vi furono altri 500 prigionieri. Kuhnenfeld e Montluisant ebbero così in loro potere una massa di oltre 1.000 prigionieri.
Gli austriaci avevano occupato anche la selletta di Monte Vies, che sopra Bezzecca metteva in collegamento Lenzumo direttamente con Tiarno. 
Nel frattempo Garibaldi, partito all'alba da Storo in carrozza, era giunto sul posto con il 9º Reggimento, comandato dal figlio Menotti Garibaldi, proprio mentre i suoi uomini stavano cedendo sotto l'impeto del nemico ed avevano abbandonato Bezzecca, ripiegando sulla chiesetta di Santa Lucia, a metà strada tra Tiarno e Bezzecca. Garibaldi stesso, sconsolato da quanto accadeva, si trovò alle Fornaci del rio Sacher bersagliato dagli uomini di Julian von Krynicki e fu trascinato via a braccio dai suoi stessi volontari.
Ripresosi dallo sgomento, egli stabilì che la chiave della giornata fosse il controllo del borgo di Bezzecca e comandò a Menotti di guidare il 9º Reggimento da Tiarno di Sotto sulla destra del nemico, al colonnello Pietro Spinazzi da Molina di Ledro sulla destra austriaca, il 7º Reggimento e i resti del 5° e dei Bersaglieri sul centro.
L'azione, tuttavia, non poté svolgersi con sufficiente rapidità e gli austriaci ebbero il tempo di rafforzare le posizioni conquistate, sistemando artiglierie sulle alture retrostanti per investire con forza decisiva le linee dei Cacciatori. Il bombardamento colpì lo stesso Garibaldi, visibile perché si muoveva in carrozza: la vettura venne investita, un cavallo e la sua guida, Giannini, uccisi ed il generale estratto di forza dalla scorta.

## La controffensiva italiana

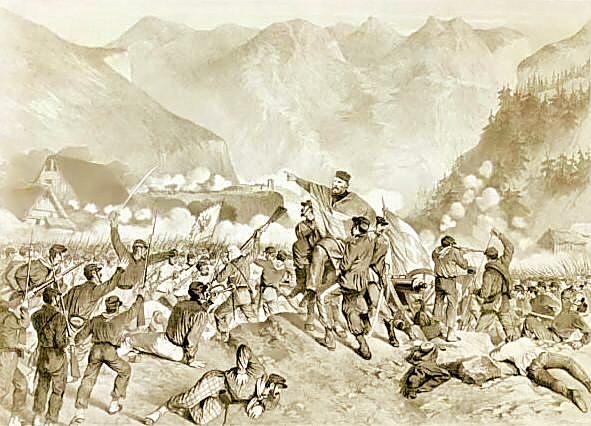
Garibaldi a Bezzecca riorganizza le truppe presso il colle di Santa Lucia

Garibaldi, sempre lucido, ordinò allora a due battaglioni del 9º Reggimento di occupare le alture dietro l'abitato e all'artiglieria del maggiore Orazio Dogliotti, rinforzata della batteria di riserva, di piazzarsi sulla piccola altura di Santa Lucia, sita prima del paese, e far convergere tutto il fuoco sul centro dello schieramento nemico, per battere gli austriaci nel loro punto di avanzata.
Il fitto bombardamento raggiunge l'obiettivo di scompigliare i reparti che andavano riorganizzandosi e, unitamente ad un contrattacco del 9º Reggimento, di spingere le truppe che già avanzavano a ripiegare sul paese. Nel frattempo, gli altri reparti garibaldini, ripreso fiato, riorganizzavano i ranghi.
Come consueto nelle sue battaglie, al momento decisivo Garibaldi comandò una carica alla baionetta. A mezzogiorno i comandanti presenti (Menotti e Ricciotti Garibaldi, Stefano Canzio, Bedeschini, Rizzi, Antonio Mosto, Antongini, Francesco Vigo Pelizzari) agirono alla garibaldina: riunirono tutti gli uomini abili di tutti i corpi e li guidarono al passo di corsa sul villaggio, in un corpo a corpo.

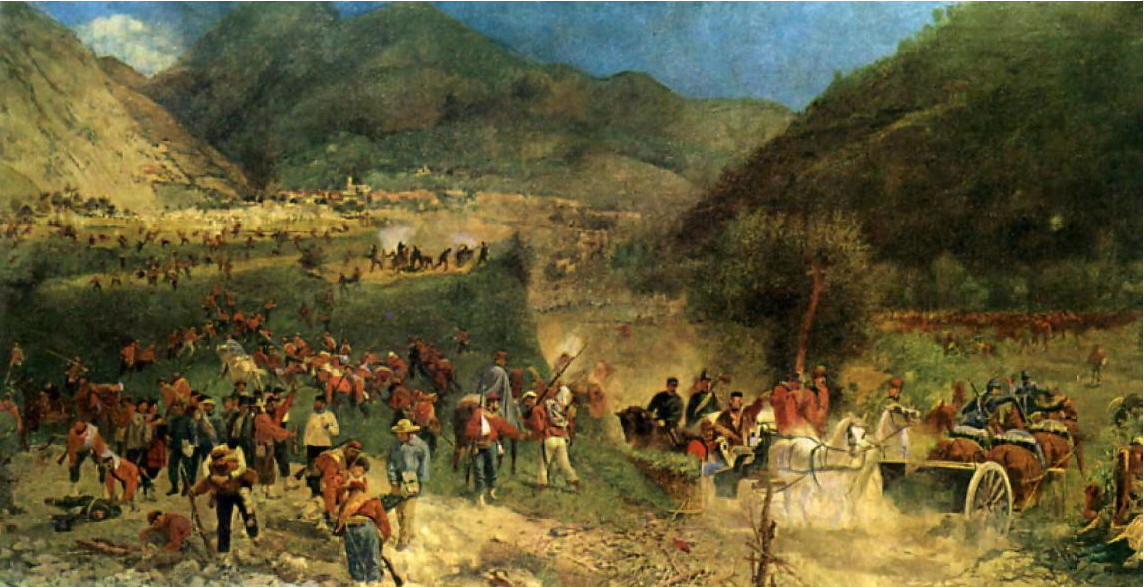
Dipinto della battaglia di Bezzecca che ritrae Garibaldi nei pressi di Santa Lucia mentre riordina le sue truppe per l'offensiva finale

## Esito della battaglia
Il paese venne liberato e gli austriaci ripiegarono, seguiti d'appresso sino oltre Enguiso e Lenzumo, sotto il Monte Pichea, da dove erano discesi. Gli austriaci rimasero in sella sino al giorno successivo, a protezione dei feriti e delle retroguardie.
Sull'estremo fianco destro italiano, due compagnie austriache si portarono a Molina di Ledro, ma non ingaggiarono combattimento e retrocessero su Pré, da dove vennero respinte su Biacesa. Da lì attraversarono il Monte Pari e giunsero a Campi per unirsi alle truppe che avevano ripiegato. Da lì la compagnia venne comandata a scortare i 1 100 prigionieri italiani catturati nel corso della battaglia sino a Trento, ove giunse il 23 luglio.

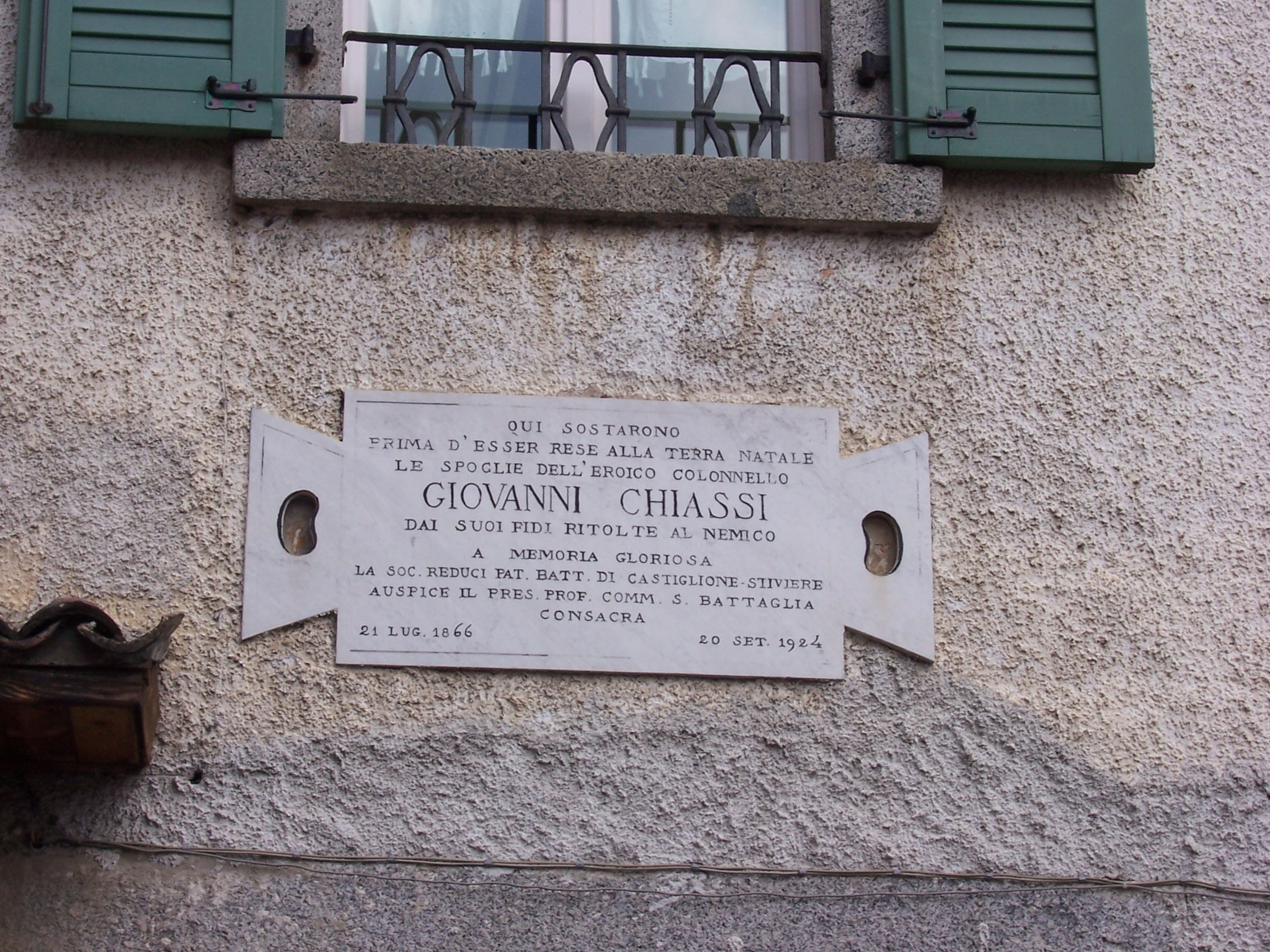
Bezzecca. La lapide che ricorda il luogo ove fu deposto il corpo del colonnello Giovanni Chiassi

In effetti, il conte Montluisant aveva tuttavia quasi esaurito le munizioni dell'artiglieria, né si poteva contare su agevoli rifornimenti, stante i difficili collegamenti stradali. Il sacrificio del Chiassi e della guarnigione di Bezzecca era almeno servito a questo essenziale fine. Garibaldi poteva, probabilmente, contare su ingenti rinforzi tra Tiarno e dalla strada di Ampola.
Le perdite austriache ammontarono a 6 ufficiali e 19 uomini morti, 7 ufficiali e 75 uomini feriti, ed un centinaio di prigionieri; gli italiani ebbero perdite molto superiori: 121 morti, fra cui 6 ufficiali, 451 feriti e 1070 prigionieri.
L'offensiva austriaca aveva fallito l'obiettivo strategico di riconquistare la Val di Ledro. Inoltre lo scontro aveva dimostrato la serietà della minaccia italiana e Garibaldi poteva ora consolidarsi in Val di Ledro e avviare nuove azioni offensive.
La battaglia vinta a Bezzecca e la ripresa dell'avanzata di fronte a un nemico in rapido ripiegamento diedero a Garibaldi la convinzione che l'entrata a Trento dei volontari fosse imminente e che sarebbe avvenuta senza colpo ferire.
(Memorie, capitolo IV del 4o periodo, Combattimenti di Bezzecca, p.490, Giuseppe Garibaldi)
Questa ricostruzione - pur contrastata da alcune valutazioni postbelliche da parte austriaca e da alcuni storici - è tuttora ampiamente maggioritaria nella storiografia militare italiana e internazionale. L'intervenuta tregua tra Austria e Italia arrestò Garibaldi nella sua marcia e successivamente, il 9 agosto, egli obbedì all'ordine di sgomberare i territori conquistati in Trentino per dare seguito agli accordi che riconoscevano agli italiani il Veneto.

## La parallela avanzata nella Valle del Chiese

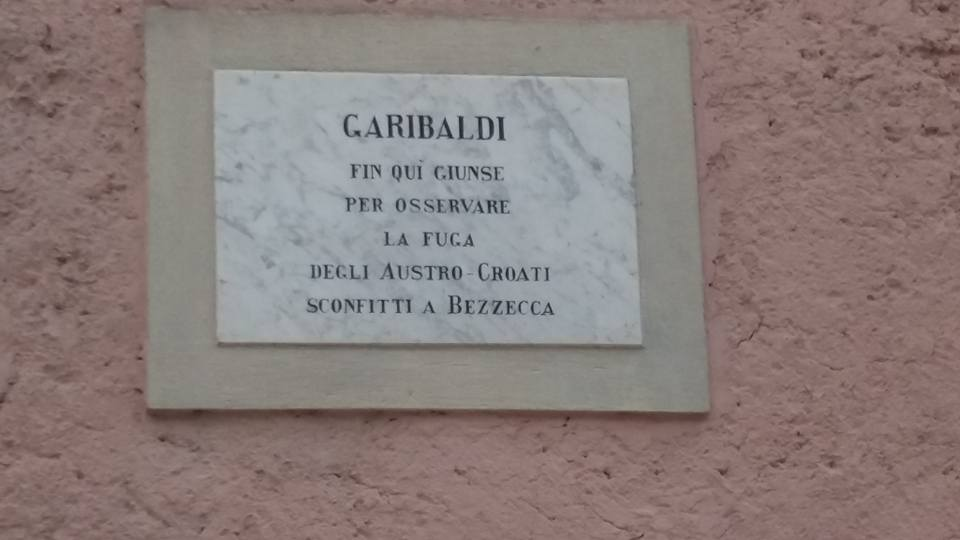
Lenzumo, lapide commemorativa

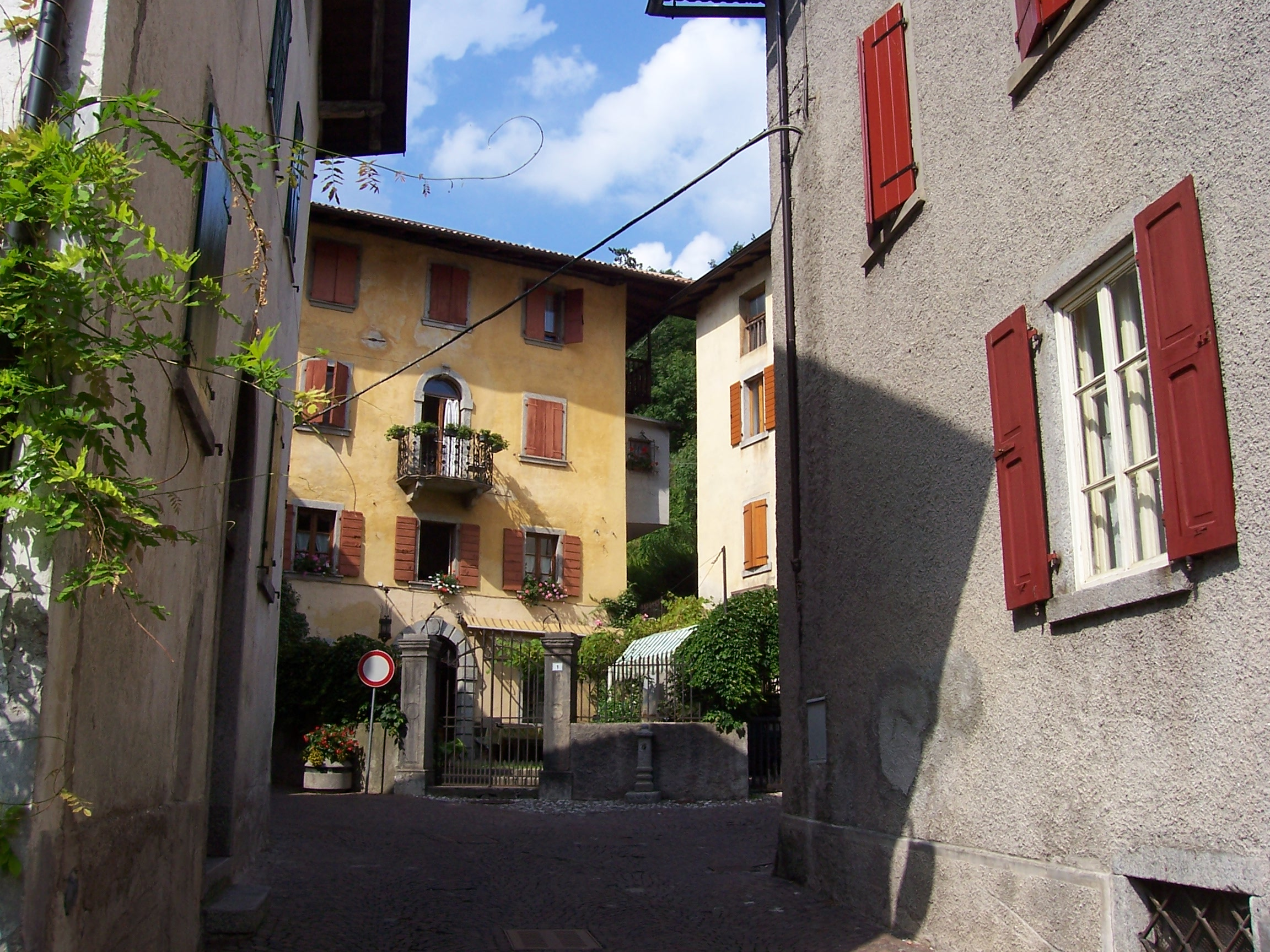
Interno di Bezzecca

Nel frattempo la seconda colonna austriaca, quella del generale Carl Kaim von Kaimthal affiancata dalle truppe del tenente colonnello Heribert Höffern von Saalfeld, scese la Valle del Chiese pressappoco con il medesimo schema della precedente battaglia di Condino.
Gli italiani vennero agganciati solo oltre il ponte di Cimego che, questa volta, i volontari non avevano occupato, preferendo insediarsi saldamente lungo la sponda sinistra del Chiese. Cimego venne rioccupata, un contrattacco di 200 uomini respinto da una carica di nove ulani del tenente Torresani. Ma l'avanzata venne sospesa di fronte alle rinforzate linee garibaldine.
Nel frattempo la colonna di Heribert Höffern von Saalfeld risalì di nuovo il monte alle spalle di Cimego, raggiunse di nuovo la Val Giulis ed occupò Castel Condino. Ma le antistanti terrazze di Brione erano fortemente presidiate, anche con artiglieria che effettuava un efficace bombardamento: l'avanzata venne interrotta e la truppa ripiegò su Roncone.

## Curiosità
- Il 21 luglio 1966, in occasione del centenario della battaglia, le Poste Italiane le dedicarono un francobollo da 90 lire.
- Attualmente, la portantina di cui Garibaldi si servì durante la battaglia, è conservata in Austria, presso il Tiroler Kaiserjäger Museum di Innsbruck.[11]
- Giuseppe Garibaldi dedicò alla battaglia di Bezzecca, nell'ambito dell sue memorie, il capitolo IV del 4° periodo (dal 1860 al 1870).[12]
- La vittoria di Bezzecca è menzionata  assieme a quelle di Volturno, Digione, Montevideo, Varese e Calatafimi ai lati del monumento a Garibaldi di Bologna.

## Bibliografia

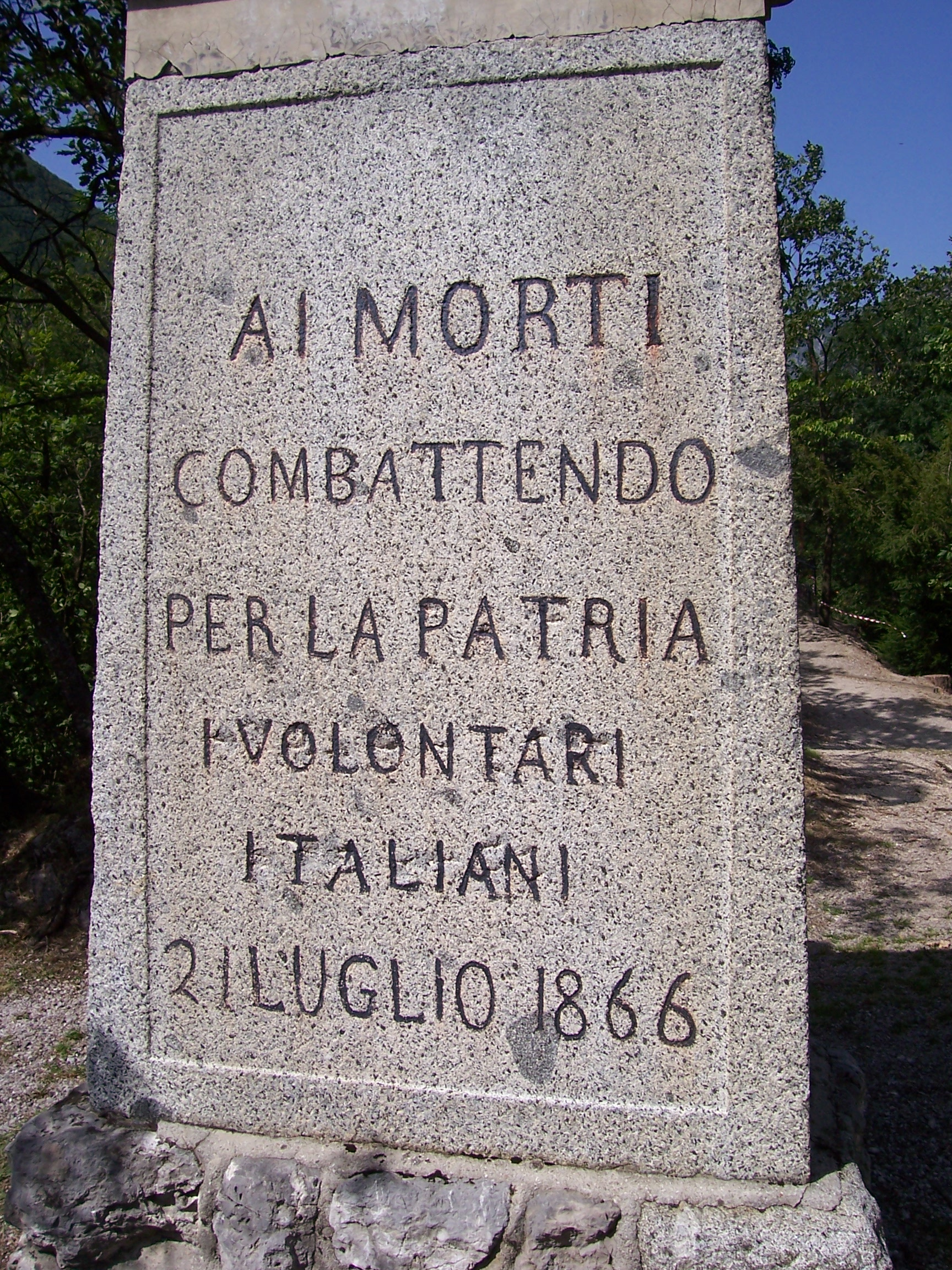
Bezzecca, Colle di Santo Stefano. La lapide ricordo collocata dai garibaldini nel luglio 1866, sradicata subito dopo dagli austriaci il 31 ottobre e infine nuovamente ricollocata nel luogo originario dagli abitanti di Bezzecca il 21 luglio 1919